# Molly Meacher
Molly Christine Meacher, baronne Meacher (née Reid ; le 15 mai 1940), connue de 2000 à 2006 sous le nom de Lady Layard, est une pair à vie britannique et ancienne travailleuse sociale. 

## Éducation
Elle fait ses études à la Berkhamsted School for Girls, à l'Université d'York, où elle obtient un baccalauréat ès arts en économie en 1970, et à l'Université de Londres, où elle reçoit un certificat de qualification en travail social en 1980. 

## Carrière
Elle travaille pour les services sociaux du nord de Londres et pour la Mental Health Foundation dans les années 1980. De 1991 à 1994, elle est conseiller principal du gouvernement russe pour l'emploi. Par la suite, elle est membre du conseil d'administration, vice-présidente et présidente par intérim de la Police Complaints Authority, postes qu'elle occupe jusqu'en 2002. Entre 2002 et 2004, elle est présidente de la Security Industry Authority et, en 2004, elle est nommée présidente du East London and City Mental Health Trust. Elle est présidente du comité d'éthique clinique du Central and North West London NHS Trust de 2004 à 2008. 
Elle est présidente de 2007 à 2012 du East London NHS Foundation Trust. Elle est présidente de la Haemophilia Society. Depuis 2016, elle est présidente de Dignity in Dying. 
Le 2 mai 2006, elle est faite pair à vie avec le titre de baronne Meacher de Spitalfields, dans l'arrondissement londonien de Tower Hamlets, et siège comme Crossbencher. 
Depuis 2011, elle préside le groupe parlementaire multipartite britannique pour la réforme de la politique en matière de drogues,, qui recommande la décriminalisation des drogues. En 2012, elle préside la commission d'enquête de l'APPG sur les nouvelles substances psychoactives. Le groupe spécial a produit un rapport, Vers une politique pharmaceutique plus sûre,. Le 17 octobre 2013, elle dirige un débat à la Chambre des lords sur la politique britannique en matière de drogue. 

## Travaux
- (en) Scrounging on the Welfare, Arrow Books, 1972 (ISBN 0099098806)
- (en) Frank Field et Chris Pond, To Him Who Hath: A Study of Poverty and Taxation, 1977 (ISBN 0140219765)
- (en) Nouvelles méthodes de soins de santé mentale, Pergamon Press, 1979 (ISBN 0080237150)